# 科瓦拉
科瓦拉（義大利語：Corvara），是意大利佩斯卡拉省的一个市镇。总面积13平方公里，人口290人，人口密度22.3人/平方公里（2009年）。ISTAT代码为068016。